# Заґаєвиці (Радзейовський повіт)
Заґаєвиці (пол. Zagajewice) — село в Польщі, у гміні Осенцини Радзейовського повіту Куявсько-Поморського воєводства.
Населення — 148 осіб (2011).
У 1975-1998 роках село належало до Влоцлавського воєводства.

## Демографія
Демографічна структура станом на 31 березня 2011 року:
|          | Загалом | Допрацездатний вік | Працездатний вік | Постпрацездатний вік |
| -------- | ------- | ------------------ | ---------------- | -------------------- |
| Чоловіки | 73      | 16                 | 46               | 11                   |
| Жінки    | 75      | 21                 | 40               | 14                   |
| Разом    | 148     | 37                 | 86               | 25                   |